# Zausopsis mirabilis
Zausopsis mirabilis is een eenoogkreeftjessoort uit de familie van de Harpacticidae. De wetenschappelijke naam van de soort is voor het eerst geldig gepubliceerd in 1934 door Lang.